# José Montiel
José Ricardo Arnulfo Montiel Nuñez (* 19. März 1988 in Itauguá, Paraguay) ist ein paraguayischer Fußballspieler.
Er absolvierte neun Länderspiele und nahm mit der paraguayischen Nationalmannschaft an der Fußball-Weltmeisterschaft 2006 in Deutschland teil. Auf Vereinsebene spielte er in sieben Ländern auf drei Kontinenten, darunter zwei Spielzeiten in der italienischen Serie A.

## Karriere

### Verein
Der Mittelfeldspieler begann seine Karriere in der Jugendmannschaft von Olimpia de Itá, einem Verein, der quasi als „Zubringerverein“ für Olimpia Asunción dient. Schon bald wurden die Talentspäher auf ihn aufmerksam und er wurde mit 16 Jahren zu seinem Stammverein geholt. Der italienische Erstligist Udinese Calcio erkannte sein Talent und verpflichtete ihn ab der Saison 2006/07. Von 2007 bis 2012 stand er beim Ligakonkurrenten Reggina Calcio unter Vertrag, bei dem er in vier Spielzeiten nur zu 21 Ligaeinsätzen kam und zwischendurch an den rumänischen Verein Politehnica Iași und an den argentinischen CA Tigre ausgeliehen war. Ab der Saison 2009 spielte Reggina Calcio in der zweiten italienischen Liga. 2012 wechselte er zu Benevento Calcio, die zu dieser Zeit noch eine Liga weiter unten spielten. Hier kam er in zwei Jahren häufiger zum Einsatz. 2014 kehrte er nach Paraguay zurück, wo er in den nächsten zwei Jahren bei seinem ersten Profiverein Olimpia Asunción und anschließend beim Lokalrivalen Club Nacional spielte. Von 2016 bis 2018 spielte er bei verschiedenen peruanischen Erstligisten, unterbrochen durch ein kurzes Engagement beim katarischen al-Shamal SC. 2018 kehrte er noch einmal nach Europa zum griechischen Zweitligisten Panachaiki zurück. Seit 2020 steht er beim Club 12 de Octubre aus seiner Geburtsstadt Itauguá unter Vertrag.

### Nationalmannschaft
2004 wurde er Mitglied der U-15-Jugendnationalmannschaft, die den Südamerika-Pokal gewann. Ein Jahr später gab er sein Debüt für die A-Nationalmannschaft im Länderspiel gegen Venezuela.
Mit 17 Jahren gehörte als zweitjüngster Spieler des Turniers nach Theo Walcott der Nationalmannschaft Paraguays bei der Fußball-Weltmeisterschaft 2006 an. Doch obwohl er zu der Zeit als großes Talent seines Landes galt, kam er nicht zum Einsatz. Auch nach der Weltmeisterschaft absolvierte Montiel nur noch vier weitere Freundschaftsspiele für Paraguay. Nach seinem neunten Länderspiel 2008 endete seine Karriere in der Nationalmannschaft mit gerade 20 Jahren.